# 문혜진 (시인)
문혜진(1976년~ )은 대한민국의 시인이자 동시 작가이다.

## 생애
1976년 경상북도 김천시에서 태어났으며, 1998년 《문학사상》에 〈슬픈 열매〉를 내며 등단했다. 추계예술대학교 문예창작학과를 졸업하고 한양대학교 대학원 국어국문학과에서 석사학위를 받았다.
20대에 쓴 시들이 청춘의 방황과 고민, 절실함을 쏟아냈기 때문에 대체로 도발적이라고 스스로 평했다. 그런데, 결혼하고 육아와 출산을 거치면서 아이들과 생활하다 보니 자연스럽게 동시를 쓰게 되었다.
현재 단국대학교 문예창작과 교수로 재직 중이다.

## 수상
- 2007년 제26회 김수영 문학상[3]

## 저서

### 시집
- 《질 나쁜 연애》(2004, 민음사)
- 《검은 표범 여인》(2007, 민음사)
- 《혜성의 냄새》(2017, 민음사)

### 동시집
- 《사랑해 사랑해 우리 아가》(2013, 비룡소)
- 《문혜진 시인의 의성어 말놀이 동시집》(2016, 비룡소)
- 《문혜진 시인의 의태어 말놀이 동시집》(2016, 비룡소)
- 《문혜진 시인의 음식 말놀이 동시집》(2018, 비룡소)